# The Last Kiss
The Last Kiss é um filme estadunidense de 2006, do gênero comédia dramática, cujo roteiro é uma adaptação de "L'ultimo bacio", longa de sucesso dirigido pelo aclamado italiano Gabriele Muccino. O filme é dirigido por Tony Goldwyn e estrelado por Zach Braff, Jacinda Barrett,  Rachel Bilson e Casey Affleck.

## Sinopse
Michael (Zach Braff) está de casamento marcado com Jenna, com quem namora há três anos. Prestes a fazer 30 anos, ele acredita ter uma vida completa, até que conhece Kim (Rachel Bilson). A jovem faz com que ele repense tudo que já conseguiu em sua vida e também se está preparado para o casamento.

## Elenco
| Ator                 | Personagem       |
| -------------------- | ---------------- |
| Zach Braff           | Michael          |
| Jacinda Barrentt     | Jenna            |
| Rachel Bilson        | Kim              |
| Casey Affleck        | Chris            |
| Michael Weston       | Izzi             |
| Eric Christian Olsen | Kenny            |
| Blythe Danner        | Anna             |
| Tom Wilkinson        | Stephen          |
| Lauren Lee Smith     | Lisa             |
| Marley Shelton       | Arianna          |
| Harold Ramis         | Professor Bowler |
| David Jones          | Mark             |
| Cindy Sampson        | Danielle         |